# Perleťový pohár 2014
81. ročník Perleťového poháru se konal v sobotu 28. června 2014 na Stadionu Budín v Žirovnici. Zúčastnily se ho týmy Vysočina Jihlava, Spartak Myjava, MFK Ružomberok a 1. SC Znojmo. Ve finále porazil tým Jihlavy Myjavu 2:0.

## Účastníci
- FC Vysočina Jihlava - 8. místo v Gambrinus lize 2013/14
- MFK Rožumberok - 4. místo v Corgoň lize 2013/14
- TJ Spartak Myjava - 7. místo v Corgoň lize 2013/14
- 1. SC Znojmo - 16. místo v Gambrinus lize 2013/14 (sestup do Fotbalové národní ligy 2014/15)

Zdroj výsledků: 

## Semifinále
| 2x 40 minut 12:30 |       |                                     |  |
| 1. SC Znojmo      | 1 : 4 | TJ Spartak Myjava                   |  |
| Pázler 32'        | (1:3) | Pekár 15', 40' Jánošík 9' Jorík 43' |  |

| 2x 40 minut 14:15         |       |                |  |
| FC Vysočina Jihlava       | 2 : 2 | MFK Ružomberok |  |
| Mešanović 24' Vaculík 75' | (1:1) | Ďubek 35', 55' |  |

|                                            |       | Penaltový rozstřel |  |
| Vaculík Kučera Vidlička Mešanović Koloušek | 5 : 3 | - Zreľák           |  |

## O 3. místo
| 2x 45 minut 16:00                       |       |                             |  |
| 1. SC Znojmo                            | 5 : 2 | MFK Ružomberok              |  |
| Stáňa 6' Pázler 9', 41' Žondra 17', 35' | (4:1) | Kolorédy 11' Práznovský 88' |  |

## Finále
| 2x 40 minut 18:00     |       |                   |  |
| FC Vysočina Jihlava   | 2 : 0 | TJ Spartak Myjava |  |
| Harba 40' Šimonek 63' | (1:0) |                   |  |